# 莊尤
莊尤（？—23年），字伯石。桓譚《新論》云莊尤字伯石，史書（《汉书》及《後漢書》）作严尤，为漢明帝刘庄避諱，新朝武将、政治人物，王莽的将軍。

## 生平
10年，莊尤为讨秽将军，出击匈奴。12年，莊尤诱杀高句麗首领騶，平定穢貊人入侵。后来担任大司马。莊尤素有智略，劝谏王莽攻伐西夷之举。王莽欲伐匈奴，他说匈奴的事情可以缓，应该全力对付山东赤眉军。王莽大怒，将他免官。不久起为纳言大将军。莊尤率军进击荆州的下江军。后来参与昆阳之战，王邑不听他的劝谏，被刘秀击败。于是莊尤投奔刘圣，但刘圣却自称天子。不久，刘圣遭到更始帝讨伐，莊尤和刘圣一起兵败被杀。